# Fodera
La fodera è un rivestimento in tessuto applicato sia all'interno, per esempio di un capo di abbigliamento, che all'esterno, come in un materasso.

## Fodera sartoriale
È parte funzionale nella confezione di un abito, giacca, cappotto, pantalone, gonna, e risponde a diverse esigenze:
- dare vestibilità, permette lo scivolamento di un capo su quello sottostante, rendendo agevole indossarlo o toglierlo.
- nascondere la struttura interna, dà un aspetto ben finito alla parte interna di un capo nascondendo le cuciture, i risvolti, l'eventuale interfodera.
- isolamento termico, il peso della fodera sommato a quello del tessuto esterno, grazie anche all'intercapedine d'aria che si viene a creare tra gli strati aumentano le caratteristiche termiche.

Il materiale utilizzato varia secondo le caratteristiche: seta, cupro, poliestere, poliammide, viscosa, acetato con armatura raso se deve scivolare; lana, cotone felpato se deve dare la sensazione di calore; poliestere, cotone, lana pettinata e relative mischie se l'effetto è decorativo. Il colore della fodera è generalmente in tinta unita per il raso, ma può essere scozzese o più raramente stampato o rigato, nelle fodere in lana o flanella.

## Federa di cuscini e materassi
È chiamata federa il sacco che riveste materassi e cuscini, o il rivestimento di divani e poltrone. Nel caso dei materassi e cuscini è un tessuto pesante in cotone, spesso con armatura operata, cioè che forma dei disegni colore su colore o con poco contrasto.